# Alma Macrorie
Alma Macrorie (* 7. Dezember 1904 in Davenport, Iowa als Alma Ruth Macrorie; † 28. Juni 1970 in Woodland Hills, Los Angeles, Kalifornien) war eine US-amerikanische Filmeditorin.

## Leben
Macrorie begann ihre Laufbahn als Schnittassistentin in den 1930er Jahren. Ab 1937 war sie als eigenständige Editorin tätig und war bis einschließlich 1968 bei mehr als 50 Produktionen für den Filmschnitt verantwortlich. Mehrere Male arbeitete sie mit dem Regisseur George Seaton zusammen. Ihre letzte gemeinsame Produktion war Hochzeitsnacht vor Zeugen aus dem Jahr 1968. In den 1940er und 1950er war sie auch an einigen Filmen beteiligt, die von Mitchell Leisen inszeniert wurden. 1947 absolvierte sie in dem Musical Mädchen für Hollywood einen Cameo-Auftritt.
1955 wurde sie für ihre Arbeit an Die Brücken von Toko-Ri für den Oscar in der Kategorie Bester Schnitt nominiert.

## Filmografie (Auswahl)
- 1928: Der weiße Harem (Beau Sabreur) (als Angestellte der Schnittabteilung)
- 1940: Die Hölle der Südsee (Typhoon)
- 1941: Der Weg nach Sansibar (Road to Zanzibar)
- 1943: Keine Zeit für Liebe (No Time for Love)
- 1944: Die Träume einer Frau (Lady in the Dark)
- 1944: Der Pirat und die Dame (Frenchman's Creek)
- 1945: Eine Lady mit Vergangenheit (Kitty)
- 1946: Mutterherz (To Each His Own)
- 1947: Goldene Ohrringe (Golden Earrings)
- 1947: Die widerspenstige Gattin (Suddenly It’s Spring)
- 1950: Entgleist (No Man of Her Own)
- 1950: Captain Carey, U.S.A.
- 1950: Das Brandmal (Branded)
- 1953: Einmal wird die Sonne wieder scheinen (Little Boy Lost)
- 1953: Das Schiff der Verurteilten (Botany Bay)
- 1954: Die Lachbombe (Knock on Wood)
- 1954: Die Brücken von Toko-Ri (The Bridges at Toko-Ri)
- 1955: Immer Ärger mit Harry (The Trouble with Harry)
- 1956: Auch Helden können weinen (The Proud and Profane)
- 1957: Stern des Gesetzes (The Tin Star)
- 1958: Reporter der Liebe (Teacher's Pet)
- 1958: Der Babysitter (Rock-A-Bye Baby)
- 1959: Bei mir nicht (But Not For Me)
- 1960: Zwei in einem Zimmer (The Rat Race)
- 1961: In angenehmer Gesellschaft (The Pleasure of His Company)
- 1962: Verrat auf Befehl (The Counterfeit Traitor)
- 1963: Captain Newman
- 1966: Willkommen, Mister B. (A Man Could Get Killed)
- 1966: Das Mädchen aus der Cherry-Bar (Gambit)
- 1968: Hochzeitsnacht vor Zeugen (What's So Bad About Feeling Good?)